# Så vill stjärnorna
"Så vill stjärnorna" är en ballad skriven av Bobby Ljunggren, Marcos Ubeda och Ingela "Pling" Forsman, som framfördes av Molly Sandén i Melodifestivalen 2009. Låten deltog i den tredje deltävlingen i Ejendals Arena i Leksand den 21 februari 2009, och gick till final där den slutade på 11:e plats.
Singeln nådde som högst 11:e plats på den svenska singellistan. Den 12 april 2009 gick den även in på Svensktoppen, där den låg på nionde plats, för att veckan därpå lämna listan .
Låten finns med på Molly Sandéns debutalbum Samma himmel från 2009. och släpptes även på singel samma år.

## Listplaceringar
| Lista (2009) | Topplacering |
| ------------ | ------------ |
| Sverige      | 11           |